# José Luis Rodríguez González

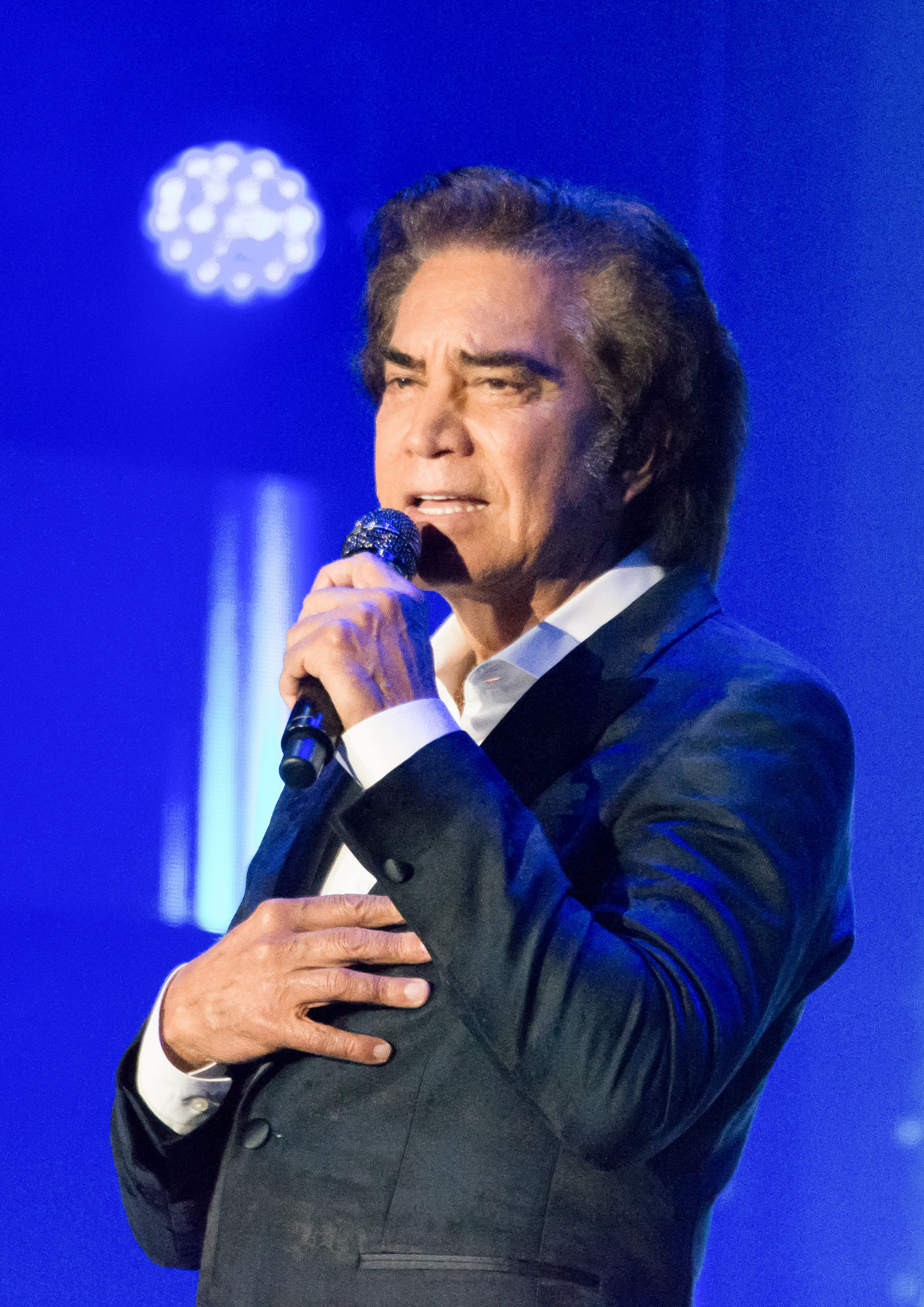
José Luis Rodríguez (2020)

José Luis Rodríguez González (El Puma; * 14. Januar 1943 in Caracas) ist ein venezolanischer Sänger und Schauspieler.

## Leben
Rodríguez begann seine musikalische Laufbahn als Sänger der Gruppe Los Zeppys, mit der er Musik im Stil der The Platters machte. 1962 wurde er Nachfolger von Felipe Pirela als Sänger in Billo Frómetas Billo’s Caracas Boys. Er arbeitete vier Jahre mit dem Orchester und debütierte dann als Schauspieler in der Fernsehserie El Roble. Es folgten weitere wie Carolina, Sangre azul und Una muchacha llamada Milagros; sein Rollenname in letzterer war El Puma und wurde sein Künstlername.
Sein erster internationaler Plattenerfolg war 1977 das Lied Voy a perder la cabeza por tu amor von Manuel Alejandro, das später als Titelmelodie der Fernsehserie Cristina Bazán diente. 1978 ging er nach Miami, und im Folgejahr unternahm er eine Konzertreise durch die USA. Bei RCA erschien sein Album Voy a perder la cabeza por tu amor, weitere folgten beim Label CBS.
Mehrere Versuche, eine politische Laufbahn zu starten – u. a. kündigte er an, für die venezolanische Präsidentschaft zu kandidieren – schlugen fehl, jedoch war Rodríguez weiter erfolgreich als Musiker, u. a. mit dem Album Piel de hombre (1992), auf dem er ein Duett mit Julio Iglesias sang.
Im Jahr 2012 war er Juror und Coach in der argentinischen Ausgabe der Gesangs-Castingshow The Voice. 2013 übernahm er die gleiche Aufgabe in der peruanischen Version der Show.
Seit 2004 hat Rodríguez neben der venezolanischen auch die amerikanische Staatsbürgerschaft. In erster Ehe war er mit der Sängerin Lila Morillo verheiratet. Seine Töchter Génesis Rodríguez, Lilibeth Morillo und Liliana Morillo wurden ebenfalls als Sängerinnen und Schauspielerinnen bekannt.

## Diskografie
- 1967: José Luis...¡Favorito!
- 1968: Lo Romántico de José Luis
- 1969: Grito al mundo
- 1969: José Luis Rodríguez
- 1971: El guía top hits
- 1972: El hombre en la cima
- 1975: De América
- 1976: Una nueva canción
- 1977: Los temas de mis telenovelas
- 1977: Una canción de España
- 1979: Por si volvieras
- 1980: Me vas a echar de menos
- 1982: Dueño de nada
- 1982: Dono do nada
- 1983: En CBS Columbia
- 1983: Te Ofereço Esta Canção
- 1984: Due come noi
- 1984: Voy a conquistarte
- 1985: Voglio conquistarti
- 1985: El último beso
- 1987: Señor Corazón
- 1988: Señora bonita
- 1989: Tengo derecho a ser felíz
- 1990: Esta vez
- 1991: El Puma en ritmo
- 1992: Piel de hombre
- 1994: Razones para una sonrisa
- 1996: La llamada del amor
- 1997: Inolvidable (US: ×6Gold + Sechsfachplatin (Latin) )[1]
- 1999: El Puma en ritmo II: Fiesta
- 1999: Inolvidable II: Enamorado de ti (US: Platin (Latin))
- 2001: Inolvidable III: Algo contigo
- 2002: Champagne
- 2003: Clave de amor
- 2005: Distancia
- 2005: 15 éxitos de José Luis Rodríguez
- 2006: El Puma Rodríguez: Homenaje a José Alfredo Jiménez
- 2007: Trópico
- 2007: Homenaje a José Alfredo Jiménez
- 2008: Interpreta a Manuel Alejandro
- 2009: Mi amigo el Puma